# Joan Hanham
Pour l’article homonyme, voir Hanham.
Joan Brownlow Hanham, baronne Hanham, (née Spark, le 23 septembre 1939 et morte le 28 janvier 2025) est membre de la Chambre des lords sur les bancs conservateurs.

## Biographie
Elle est sous-secrétaire d'État parlementaire au ministère des Communautés et des Gouvernements locaux de 2010 à 2013, et est chef du Kensington and Chelsea London Borough Council à partir de 1989. Elle est remplacée par Merrick Cockell, qui devient le chef en avril 2000.
Elle est nommée pair à vie en tant que baronne Hanham, de Kensington dans le Borough royal de Kensington et Chelsea le 15 juillet 1999. La même année, Hanham est candidate à l'investiture conservatrice au poste de maire de Londres, perdant face à Steve Norris. Elle prend sa retraite de la Chambre des lords le 22 juillet 2020.
Son mari, le Dr Ian Hanham, est un oncologue connu et également membre du Kensington and Chelsea London Borough Council de 2002 jusqu'à sa mort en 2011.
Hanham est présidente du St Mary's Hospital NHS Trust de 2000 à 2007, et du Westminster Primary Care Trust. Elle est Freeman de la ville de Londres en 1984 et faite CBE en 1997. Elle est faite citoyenne de l'arrondissement royal de Kensington et Chelsea le 19 janvier 2011.
En janvier 2014, elle est nommée présidente par intérim du moniteur de réglementation du secteur de la santé.